# Olympische Sommerspiele 1976/Wasserball
Bei den XXI. Olympischen Sommerspielen 1976 in Montreal fand ein Wettkampf im Wasserball statt. Austragungsort war die Schwimmhalle des Complexe sportif Claude-Robillard.

## Turnier
Neben Gastgeber Kanada waren die ersten sechs Teams der Weltmeisterschaft 1975 (UdSSR, Ungarn, Italien, Kuba, Rumänien, Bundesrepublik Deutschland) für das olympische Turnier direkt qualifiziert. Da die sowjetische Mannschaft als Titelverteidiger automatisch teilnahmeberechtigt war, durfte der WM-Siebtplatzierte Niederlande nachrücken. Hinzu kamen je ein Kontinentalvertreter aus Asien, Nordamerika und Australien (Iran, Mexiko, Australien). Der letzte Startplatz ging an Jugoslawien, das vom 21. bis 24. April 1976 ein Qualifikationsturnier in West-Berlin gewonnen hatte.
Die zwei besten Teams der drei Vierergruppen der Vorrunde spielten anschließend in der Finalrunde um die Plätze 1 bis 6, die dritt- und viertklassierten Teams um die Plätze 7 bis 12.

### Medaillengewinner
| Platz | Land | Spieler |
| ----- | ---- | --- |
| 1     | HUN  | Gábor Csapó, Tibor Cservenyák, Tamás Faragó, György Gerendás, György Horkai, György Kenéz, Ferenc Konrád, Endre Molnár, László Sárosi, Attila Sudár, István Szívós                                              |
| 2     | ITA  | Alberto Alberani, Silvio Baracchini, Luigi Castagnola, Vincenzo D’Angelo, Marcello Del Duca, Gianni De Magistris, Riccardo De Magistris, Alessandro Ghibellini, Sante Marsili, Umberto Panerai, Roldano Simeoni |
| 3     | NED  | Alex Boegschoten, Ton Buunk, Andy Hoepelman, Nico Landeweerd, Evert Kroon, Hans Smits, Gijze Stroboer, Rik Toonen, Jan Evert Veer, Hans van Zeeland, Piet de Zwarte                                             |

### Vorrunde
Gruppe A
| Platz | Team        | Siege | Unent. | Ndlg. | Tore  | Diff. | Punkte |
| ----- | ----------- | ----- | ------ | ----- | ----- | ----- | ------ |
| 1.    | Italien     | 2     | 1      | 0     | 26:13 | + 13  | 5      |
| 2.    | Jugoslawien | 1     | 2      | 0     | 25:10 | + 15  | 4      |
| 3.    | Kuba        | 1     | 1      | 1     | 22:15 | + 7   | 3      |
| 4.    | Iran        | 0     | 0      | 3     | 04:39 | - 35  | 0      |

| 18. Juli | Italien     | Iran    | 12:1 (4:0, 2:0, 2:0, 4:1) |
| 18. Juli | Jugoslawien | Kuba    | 4:4 (1:0, 0:2, 2:1, 1:1)  |
| 19. Juli | Italien     | Kuba    | 8:6 (1:1, 2:1, 2:1, 3:3)  |
| 19. Juli | Jugoslawien | Iran    | 15:0 (3:0, 4:0, 4:0, 4:0) |
| 20. Juli | Kuba        | Iran    | 12:3 (2:1, 4:0, 3:1, 3:1) |
| 20. Juli | Jugoslawien | Italien | 6:6 (2:0, 2:3, 2:2, 0:1)  |

Gruppe B
| Platz | Team        | Siege | Unent. | Ndlg. | Tore  | Diff. | Punkte |
| ----- | ----------- | ----- | ------ | ----- | ----- | ----- | ------ |
| 1.    | Niederlande | 3     | 0      | 0     | 14:10 | + 4   | 6      |
| 2.    | Rumänien    | 1     | 1      | 1     | 18:14 | + 4   | 3      |
| 3.    | Sowjetunion | 1     | 1      | 1     | 14:12 | + 2   | 3      |
| 4.    | Mexiko      | 0     | 0      | 3     | 10:20 | - 10  | 0      |

| 18. Juli | Rumänien    | UdSSR    | 5:5 (1:1, 2:2, 2:2, 0:0) |
| 18. Juli | Niederlande | Mexiko   | 5:3 (1:1, 1:1, 2:0, 1:1) |
| 19. Juli | Rumänien    | Mexiko   | 8:3 (4:1, 1:1, 2:1, 1:0) |
| 19. Juli | Niederlande | UdSSR    | 3:2 (1:0, 1:0, 1:1, 0:1) |
| 20. Juli | Mexiko      | UdSSR    | 4:7 (1:2, 1:1, 1:1, 1:3) |
| 20. Juli | Niederlande | Rumänien | 6:5 (1:2, 1:2, 2:0, 2:1) |

Gruppe C
| Platz | Team           | Siege | Unent. | Ndlg. | Tore  | Diff. | Punkte |
| ----- | -------------- | ----- | ------ | ----- | ----- | ----- | ------ |
| 1.    | Ungarn         | 3     | 0      | 0     | 15:08 | + 7   | 6      |
| 2.    | BR Deutschland | 2     | 0      | 1     | 09:07 | + 2   | 4      |
| 3.    | Kanada         | 1     | 0      | 2     | 08:14 | - 6   | 2      |
| 4.    | Australien     | 0     | 0      | 3     | 14:17 | - 3   | 0      |

| 18. Juli | Ungarn         | Australien | 7:6 (2:1, 2:3, 3:1, 1:0) |
| 18. Juli | BR Deutschland | Kanada     | 5:0 (0:0, 2:0, 1:0, 2:0) |
| 19. Juli | Ungarn         | Kanada     | 4:2 2:0, 1:0, 1:1, 0:1)  |
| 19. Juli | BR Deutschland | Australien | 4:3 (2:0, 1:1, 1:1, 0:1) |
| 20. Juli | Kanada         | Australien | 6:5 (2:1, 3:0, 0:1, 1:3) |
| 20. Juli | BR Deutschland | Ungarn     | 0:4 (0:2, 0:1, 0:1, 0:0) |

### Finalrunde
Gruppe D
| Platz | Team           | Siege | Unent. | Ndlg. | Tore  | Diff. | Punkte |
| ----- | -------------- | ----- | ------ | ----- | ----- | ----- | ------ |
| 1.    | Ungarn         | 4     | 1      | 0     | 30:24 | + 6   | 9      |
| 2.    | Italien        | 2     | 2      | 1     | 21:20 | + 1   | 6      |
| 3.    | Niederlande    | 2     | 2      | 1     | 18:17 | + 1   | 6      |
| 4.    | Rumänien       | 1     | 3      | 1     | 26:25 | + 1   | 5      |
| 5.    | Jugoslawien    | 0     | 3      | 2     | 21:24 | - 3   | 3      |
| 6.    | BR Deutschland | 0     | 1      | 4     | 15:21 | - 6   | 1      |

| 22. Juli | Italien        | Ungarn         | 5:6 (1:1, 2:1, 1:3, 1:1) |
| 22. Juli | Rumänien       | Jugoslawien    | 5:5 (1:1, 1:2, 2:1, 1:1) |
| 22. Juli | Niederlande    | BR Deutschland | 3:2 (0:0, 2:1, 1:0, 0:1) |
| 23. Juli | Italien        | Jugoslawien    | 5:4 (1:1, 1:2, 1:0, 2:1) |
| 23. Juli | Niederlande    | Rumänien       | 4:4 (1:1, 2:1, 1:1, 0:1) |
| 23. Juli | Ungarn         | BR Deutschland | 5:3 (2:1, 0:1, 2:0, 1:1) |
| 24. Juli | BR Deutschland | Jugoslawien    | 4:4 (1:1, 1:1, 0:1, 2:1) |
| 24. Juli | Niederlande    | Ungarn         | 3:5 (0:2, 0:1, 1:2, 2:0) |
| 24. Juli | Italien        | Rumänien       | 4:4 (1:0, 3:1, 0:2, 0:1) |
| 26. Juli | Rumänien       | Ungarn         | 8:9 (1:3, 2:2, 3:2, 2:2) |
| 26. Juli | Italien        | BR Deutschland | 4:3 (0:1, 1:1, 1:1, 2:0) |
| 26. Juli | Niederlande    | Jugoslawien    | 5:3 (1:1, 1:1, 2:0, 1:1) |
| 27. Juli | Jugoslawien    | Ungarn         | 5:5 (0:1, 1:0, 2:2, 2:2) |
| 27. Juli | BR Deutschland | Rumänien       | 3:5 (0:1, 0:2, 3:1, 0:1) |
| 27. Juli | Niederlande    | Italien        | 3:3 (1:1, 0:1, 0:0, 2:1) |

Gruppe E
| Platz | Team        | Siege | Unent. | Ndlg. | Tore  | Diff. | Punkte |
| ----- | ----------- | ----- | ------ | ----- | ----- | ----- | ------ |
| 07.   | Kuba        | 4     | 1      | 0     | 34:16 | + 18  | 9      |
| 08.   | Sowjetunion | 3     | 1      | 1     | 33:16 | + 17  | 7      |
| 09.   | Kanada      | 2     | 2      | 1     | 27:21 | + 6   | 6      |
| 10.   | Mexiko      | 1     | 3      | 1     | 26:19 | + 7   | 5      |
| 11.   | Australien  | 1     | 1      | 3     | 22:25 | - 3   | 3      |
| 12.   | Iran        | 0     | 0      | 5     | 08:53 | - 45  | 0      |

| 22. Juli | Kuba       | UdSSR      | 5:0 (forfait)             |
| 22. Juli | Kanada     | Australien | 4:3 (2:0, 0:0, 1:2, 1:1)  |
| 22. Juli | Mexiko     | Iran       | 11:3 (3:0, 2:1, 1:1, 5:1) |
| 23. Juli | Kanada     | Kuba       | 5:7 (2:2, 1:1, 1:3, 1:1)  |
| 23. Juli | Mexiko     | UdSSR      | 3:4 (0:2, 1:1, 1:1, 1:0)  |
| 23. Juli | Australien | Iran       | 8:2 (4:0, 3:0, 1:1, 0:1)  |
| 24. Juli | Kanada     | Iran       | 8:1 (4:0, 1:1, 2:0, 1:0)  |
| 24. Juli | Mexiko     | Kuba       | 4:4 (3:2, 1:0, 0:0, 0:2)  |
| 24. Juli | Australien | UdSSR      | 2:7 (0:2, 0:2, 0:1, 2:2)  |
| 26. Juli | Kanada     | UdSSR      | 6:6 (2:0, 2:2, 0:2, 2:2)  |
| 26. Juli | Kuba       | Iran       | 10:2 (2:0, 3:0, 5:1, 0:1) |
| 26. Juli | Mexiko     | Australien | 4:4 (0:2, 2:1, 2:1, 0:0)  |
| 27. Juli | UdSSR      | Iran       | 16:0 (4:0, 3:0, 4:0, 5:0) |
| 27. Juli | Kuba       | Australien | 5:8 (1:3, 0:2, 2:1, 2:2)  |
| 27. Juli | Kanada     | Mexiko     | 4:4 (0:0, 2:0, 0:3, 2:1)  |